# Битва під Омдурманом
Битва під Омдурманом — військова операція Британської та Єгипетської армій, що придушила народні повстання в Судані. Результатом битви стало встановлення над Суданом спільного управління Єгипту та Великої Британії (англо-єгипетський кондомініум).

## Передумови

### Повстання Магді
У другій половині XIX століття вплив Великої Британії в Судані помітно збільшився. Експлуатація населення й національне пригнічення призвели до повстань, які сформувались у сильний народний рух опору. Релігійну спрямованість цьому руху надав його лідер Мухаммед ібн Абдаллах, який у 1881 році проголосив себе «Магді» (месією) і почав об'єднувати племена Західного й Центрального Судану.
Генерал-губернатор Судану Рауф-Паша (єгиптянин) не сприйняв серйозно інформацію про «Магді» та відрядив на придушення заколоту лише дві роти солдат. Роти висадились на острів, де ймовірно мав перебувати «Магді», рухаючись з різних боків, вночі зіткнулись одна з одною та, вирішивши, що це супротивник, почали бій. Загін Абдаллаха, який невдовзі підійшов, застав їх зненацька і вщент розгромив. Цей успіх підніс бойовий дух повстанців та збільшив кількість їхніх прибічників.
Рауф-Паша, не зробивши жодних висновків, спрямував на придушення повстання 4 тисячі бійців під проводом Юсефа-Паші. Проте єгипетська армія не врахувала особливостей бойових дій у пустелі, а армія Мухаммеда тактично грамотно уникала вирішальної битви, періодично завдаючи клопоту Юсефу-Паші дрібними нападами. Залишившись без питної води, урядові війська були розгромлені.
Перемога над Юсефом-Пашею спричинила загальне повстання. Тепер все населення Судану визнало Мухаммеда «Магді», і владу Єгипту було скинуто.
Втрата Єгиптом Судану, а також деякі розбіжності з Великою Британією, стали причиною військового конфлікту між ними. Єгипет ставив свої умови щодо проходження Суецького каналу британськими суднами, які звісно не влаштовували британську королеву. Доволі швидко Єгипет було окуповано, й він перетворився на англійський протекторат.

### Поразка Хіка
Нова влада в Єгипті звичайно хотіла повернути втрачені у битвах з «Магді» території, й підняла відповідне питання перед Великою Британією. Британці погодились надати озброєння, але солдати мали бути єгиптянами. До осені 1883 року була створена восьмитисячна армія Єгипту. Її командувачем став англійський генерал Вільям Хік. Незважаючи на його невдоволення підлеглими (вони були погано навченими, переважна більшість навіть не вміла читати, бойовий дух був відсутній, оскільки вони не розуміли майбутньої війни й не хотіли воювати в пустелі), генерал був змушений іти в бій. Так у вересні цього року армія Хіка вирушила у похід. «Магді» не став нічого видумувати й випробуваними тактичними ходами почав виснажувати армію противника партизанськими набігами й тривалими походами пустелею. Не зробивши жодних висновків з поразки єгипетської армії два роки тому, Хік піддався на цей тактичний крок, й понад місяць блукав пустелею слідом за суданською армією.
3 листопада неподалік від містечка Ель-Обеїд армії, нарешті, зіткнулись. Абдаллах запропонував армії Хіка добровільно здатись на поблажливих умовах, але генерал вирішив стати до бою. Виснажена армія єгиптян, втративши ще у походах більшу частину бійців, зазнала поразки від натхнених солдат «Магді». Судан цілковито перейшов під владу Мухаммеда.
Каїр і Лондон ніяк не очікували подібних результатів. Єгипетська влада вирішила кинути нові сили, але англійці їх відмовили. Було прийнято рішення тимчасово залишити Судан. Єдиною проблемою залишалось перебування багатьох єгиптян на території Судану. Британія не могла залишитись осторонь, тому потрібно було провести операцію з евакуації, командиром якої було призначено генерала Чарльза Гордона.

### Поразка Гордона

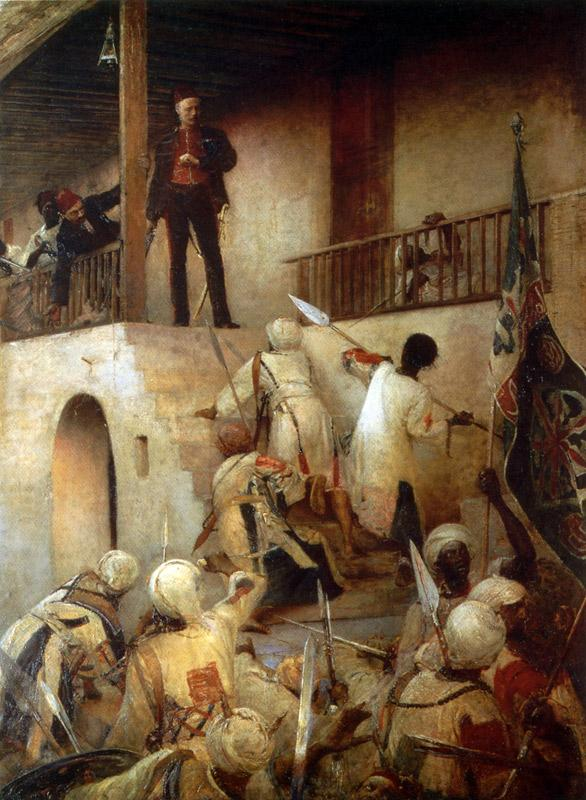
Загибель генерала Гордона під час падіння Хартума. Картина Дж. В.Роя

8 січня 1884 року британська влада запропонувала Гордону очолити операцію з евакуації єгиптян з Хартума. Генерал, вважаючи це єдиним виходом з положення, що склалось, погодився. Його приїзд до Хартума було сприйнято з натхненням єгиптян та хвилею жаху в армії «Магді» від спогадів про його діяння у 1870-их роках. Тим не менше Гордон, оцінивши ситуацію на власні очі, зрозумів, що місія приречена на провал й кілька разів запитував підтримку Британії, проте королева Вікторія відповіла відмовою. У нього залишалось тільки два варіанти: загинути із деморалізованою погано навченою армією чи ганебно втекти. Як людина честі, він вирішив залишитись, сів верхи на верблюда й сам поїхав у табір «Магді» для перемовин. Мухаммед Ахмед «Магді» відкинув пропозицію про мирний відхід армії Єгипту з Хартума, при цьому, не вважаючи Гордона за ворога, знову надав йому той самий вибір — піти безперешкодно або загинути з армією.
У березні 1884 року війська «Магді» почали блокаду Хартума. Чарльз Гордон зумів протримати місто 317 днів. Й хоча Британія у січні 1885 року врешті-решт вирішила відрядити війська на допомогу, суданці уміло змусили затягнути просування підкріплення. За кілька днів до штурму, «Магді» знову запропонував Гордону спокійно піти, але англійський генерал не дозволив собі проявити слабкість та героїчно загинув під час штурму Хартума 25 січня 1885 року.
Звістка про поразку спричинила масові невдоволення у самій Великій Британії. Англійці виступали з мітингами, вимагали помститись за героя-генерала. І дійсно, кампанії, що відбулись наприкінці 1890-их років, були проведені під егідою помсти за Гордона.
Перемога в Хартумі й загибель Гордона справили величезне враження на жителів Судану. Країна завойована, влада «Магді» беззаперечна. Поряд із підкореним Хартумом «Магді» почав будівництво нової столиці — Омдурмана.

### Смерть Магді та конфлікт з Абіссинією
У червні 1885 року Магді важко захворів і 22 червня помер. Державу очолив його наступник Абдаллах ібн аль-Саїд, якому Магді дав прізвисько Халіфа. Незважаючи на деякі протести й повстання, Халіфа швидко забрав владу у свої руки. Тим часом, він прекрасно розуміє, що Англія не має наміру прощати загибель Гордона, і йому рано чи пізно доведеться стикнутись з армією її величності. Основним напрямком своєї політики Халіфа вбачає в посиленні потужності армії. Британія також не сидить склавши руки, але відряджати свої війська не збирається, а надсилає у Єгипет своїх офіцерів та зброю для створення там навченої та добре спорядженої армії. Але для цього потрібен час, тому англійці активно ведуть діалог з іншим сусідом Судану — Абіссинією (нині Ефіопія). Правителя переконують у важливості війни з Суданом та обіцяють суттєву підтримку зброєю та продовольством. Як ось Судан нападає на християнську церкву Абіссинії, грабує її та спалює. Це стало суттєвим приводом для початку війни 1889 року.
Військові сутички відзначались неймовірною жорстокістю, що було в цілому зумовлено релігійною ворожнечею сторін. Перемогу здобула армія Судану, захопивши частину ворожих територій. Однак, Судан зазнав суттєвих втрат, таким чином послабивши свою військову міць.

### Вторгнення до Єгипту
Халіфа зніяковілий через свою перемогу вирішує напасти на Єгипет. Абдаллах наказує наміснику Донголи почати наступ на Єгипет.
До того часу єгипетські частини були непогано укомплектовані та навчені під командуванням англійських офіцерів. Конфлікт завершився знищенням військ непрошених гостей.
У 1890 році в Судані почався страшенний голод. Сильні посухи й нашестя сарани знищили багато продовольства. Військові невдачі й голод забрали багато тисяч життів, що суттєво послабило країну.

## Підготовка до битви

### Англійці
Англійці стежили за розвитком ситуації в Судані, не забуваючи про загибель Гордона та ймовірну помсту. Витримка і грамотна політика британців невдовзі принесли необхідний результат. У Єгипті була цілком сформована потужна й озброєна армія, що складалась з англійських і єгипетських солдат, готова до війни у пустелі. Судан, навпаки, впав у кризу, армія була погано укомплектованою, фінансова ситуація також не могла радувати. Все складалось на користь англійців.
У складі англо-єгипетської армії налічувалось близько 25 000 солдат, з яких 8 тисяч складали британці. Армія була озброєна новими гвинтівками «Лі-Метфорд» зі скорострільністю близько 8-10 пострілів за хвилину. Але головним козирем британців був кулемет «Максим» — єдина зброя «масового ураження» того часу. Його скорострільність сягала 600 пострілів за хвилину.
На боці суданців були в основному мечі, щити і списи. Частина суданської армії була оснащена кількома тисячами трофейних гвинтівок, віднятих у єгиптян.
Вторгнення у Судан почалось 18 березня 1896 року. Головнокомандувач англо-єгипетською армією генерал Горацій Герберт Кітченер мав відомості про місцевість, обрану для воєнних дій. Ще будучи майором, Кітченер брав участь у поході, який так і не досягнув Хартума, щоб врятувати Гордона. Гордон був для нього кумиром, тому Кітченер і сам хотів помститись за його смерть. Генерал ретельно проаналізував усі невдачі минулих військових операцій, виявив причини, щоб постаратись їх уникнути. Сонце, нестача води, піщані бурі, хвороби загубили багато попередніх армій. Тому Кітченер робить акцент на гарному постачанні продовольством з тилу.
Війська прибувають до Судану неквапливо. Невдовзі вони займають містечко Акаша і створюють там табір. Ніл — головна транспортна артерія, саме ним доставляється більша частина всього необхідного. Човни, що переправляли ресурси, були добре захищеними й мали гармати. Штурм Фіркета став першим серйозним боєм з магдистами. Невдовзі англійці зіткнулись із проблемою — Ніл має пороги, через які важко переправлятись. Кітченер вирішує будувати залізницю. Уряд Великої Британії підтримує цю ідею, оскільки Британія не має наміру йти з Судану після війни. Під керівництвом канадця Персі Жабера єгипетські солдати й каторжани починають прокладання рейок. Англія прокладає лінії телефонного й телеграфного зв'язку.
Збудована залізнична гілка дала хорошу перевагу під час наступу на Донголу у вересні 1896 року. Човни, доставлені залізницею, знову були на плаву. Бій був нетривалим. Гвинтівки й гармати сучасної армії англійців не залишили суданцям жодного шансу. Місто було взято.
Після взяття Донголи інженери пропонують Кітченеру план будівництва залізниці до Абу-Гаміда. Дорога завдовжки 230 миль навпростець через пустелю сприймається багатьма неможливою, проте Персі Жабер переконує їх у протилежному. Узгодивши кошториси з Лондоном, генерал дає добро. Дорога дозволить істотно зменшити час пересування до Хартума й дозволить обійти три незручних пороги Нілу. Вінстон Черчилль, військовий кореспондент, змальовував пороги як «масивні сходи з чотирьох велетенських гранітних сходин». Зрештою у січні 1897 року почалось будівництво.
Робітники були забезпечені всім необхідним: від води й харчів до армійського захисту від ворога. Англійські «летючі» підрозділи без особливих зусиль відбивали усі спроби повстанців завадити робітникам. Завдяки телефонним лініям, англійці могли швидко перекидати військову допомогу до районів битв. Судан розумів, що справа йде до поразки, але завадити цьому був неспроможний.
Кітченер вирішує будувати дорогу й далі з Абу-Гаміда на південь вздовж Нілу до самого Атбара. Води Нілу у цих районах так само незручні для водних переправ. А Атбар надавав прямий вихід на Хартум і Омдурман.
На початку липня 1897 року дорогу було збудовано. Англійці мали можливість швидко перекидати війська і важке озброєння до будь-яких районів країни.

### Судан
Звістки про вторгнення англо-єгипетських сил на територію країни, а також падіння Донголи спричинили бурхливі заворушення в Омдурмані. Халіфа звернувся до підданих за порозумінням, переконав їх, що триває Священна війна — Джихад, в якій мусульманам допоможе Аллах, а кров невірних скропить великий Ніл. Лідер «грав» з народом, він переконав людей, що бачив духа Магді уві сні, який передрікав йому перемогу у майбутній війні. Втрату Донголи він пояснював своїм прямим наказом з метою підготовки великого війська до вирішальної битви.
Халіфа з усіх сил прагнув забезпечити добру оборону своєї столиці. Він збирає всі війська докупи на підступах до Омдурмана. Халіфа вважає своїм плюсом перевагу у кількості, й можливість мобілізації ще більшої кількості людей. Бойовий дух народу сильний, і він вірить у перемогу. Іншого виходу у Халіфи просто немає, через залізницю його тактика війни у пустелі є непридатною.
В Омдурмані терміново зводяться укріплення. Столицю охороняє армія кількістю близько 60 тисяч чоловік. Більшість солдатів озброєні тільки холодною зброєю, лише частина — гвинтівками. Кілька гармат встановлено на фортах навколо Омдурмана. Тактичний задум Халіфи у цій ситуації є простим — він вирішує замінувати Ніл. Примітивність мін є величезним їхнім мінусом. Це лишень герметично зачинений котел з порохом, всередині якого знаходиться пістолет. До спуску пістолетів прикріплено дріт, який натягують поперек річки. В результаті торкання човном дроту чи натягування його суданським бійцем відбувається постріл і детонація пороху. Це все, що Судан зміг зробити у відповідь.

## Перебіг битви
Англійці не поспішали йти у наступ. У них не було жодного приводу для заворушення: їхня армія налічувала близько 25 тисяч добре навчених та споряджених бійців, в тому числі 8200 британських солдат, 17600 єгипетських, а також арабські воїни різних племен, які приєднались до походу заради здобичі або через помсту магдистам. А свобода рішень, яку генерал Кітченер надав своїм підлеглим, дозволяла офіцерам самостійно вирішувати багато задач. Генерал цілковито заохочував ініціативу молодших офіцерів, ставлячи перед ними тільки загальні задачі.
На озброєнні англійців було сорок чотири скорострільних артилерійських гармати і двадцять кулеметів «Максим» у піхоти, ще тридцять шість гармат і двадцять чотири «Максима» на канонерських човнах, що стояли на Нілі. Мінування Нілу не дало результатів, англійці стріляли по мінах з кулеметів з далекої відстані. Армія повільно просувалась до мети. І 1 вересня 1898 року генерал зі своїми підлеглими побачили стіни столиці.
На світанку 2 вересня 1898 року армії вишикувались у бойовий порядок. Халіфа був рішучим. Він планував провести масовану лобову атаку і зав'язати рукопашний бій. Дійсно, у рукопашному бою англійці сили не мали. Халіфа прекрасно розумів, що поки війська дістануться армії супротивника, багато хто загине під ворожими кулями, але, віруючи у священний джихад, бійці таким чином «бронювали» собі місце у раю. Всю ніч до битви у таборі Абдаллаха співали мулли, закликаючи до хоробрості й обіцяючи велику перемогу. Задум англійців також був простим і зводився до простого й нехитрого ведення вогню по супротивнику, що наближається.
За словами Вінстона Черчилля, бойовий порядок армії Халіфи був таким: на лівому фланзі близько 5000 воїнів племен дегейм і кенана під проводом Алі Вад-Хелу, між ними й центром — регулярні частини (12000 стрільців і 13000 списоносців) під командуванням Османа Шейх-ед-Діна та Османа Азрака, в центрі — 13000 копійщиків, якими командував Якуб, правіше центру — близько 6000 дангала під проводом Шеріфа. Край правого флангу, ближче до Омдурмана, прикривали 1700 воїнів хадендоа Османа Дігни. Сам Абдаллах із загоном тілоохоронців був трохи позаду центру війська.
Із вигуками «Аллах акбар» війська Халіфи рішуче пішли в атаку. Кітченер чекав, поки супротивник увійде до зони ураження. Початок канонаді поклали, на диво, магдисти, які дали залп із двох гармат (з недольотом). Кітченер віддав наказ починати вогонь, коли до супротивника було близько 3000 ярдів. Першою жертвою вогню британсько-єгипетської армії стала «дивізія» Шеріфа, яка наступала під сотнями білих прапорів, розписаних текстами з Корану. «Білі прапори» атакували із великою завзятістю, наблизившись до противника на відстань до 800 ярдів, але далі просунутись не змогли. Англо-єгипетська піхота, розстрілюючи нападників, узяла такий темп залпової стрільби, що у солдат нагрілись рушниці, і їм довелось обмінятись ними з резервними ротами.
В ході атаки бойовий порядок війська Халіфи дещо змінився. Поки Шеріф і Осман Азрак, з приблизно 15000 воїнів, узятих в основному з армії Османа Шейх-ед-Діна, атакували англійців «в лоб», Халіфа з приблизно такою ж кількістю воїнів стояв за пагорбом Сургем, що височів перед позицією англійців. На думку Черчилля, «якщо б атака Азрака була успішною, він (Халіфа) виступив би вперед зі своєю гвардією, цвітом арабської армії, й завершив розгром противника. Якщо б вона провалилась, у нього залишався ще один шанс». Поки «білі прапори» під кулями і шрапнеллю продирались до зеріби, Алі Вад-Хелу «мав вирушити до пагорбів Керрері (на які опирався правий, північний, фланг англійців — А.) та залишатись серед них на відстані пострілу, намагаючись не привертати до себе уваги». У разі, якщо б англійці, відбивши лобову атаку, залишили свій укріплений табір й вирушили на Омдурман, вони одночасно мали бути атаковані воїнами Халіфи — від пагорбу Сургем, а військами Алі Вад-Хелу й рештками армії Османа Шейх-ед-Діна — від Керрері, з півночі, оточені та знищені. Проте Халіфа, на думку Черчилля, не скоординував атаки частин свого війська й недооцінив вогневу міць противника.
Пагорби Керрері утримувала єгипетська кавалерія і дроматерія (верблюжий корпус) під загальним командуванням полковника Бродвуда. Вони не змогли зупинити воїнів Османа Шейх-ед-Діна, які наступали на пагорби, й почали відступати на схід, до Нілу. Тут з'ясувалось, що верблюди на вкритій каменями горбистій місцевості пересуваються повільніше за піших людей, і у дервішів з'явився шанс відрізати верблюжий корпус від основних сил англійців, притиснути до річки і знищити. Магдисти енергійно кинулись на перехоплення, при цьому явно виграючи у темпі просування. Кавалеристи Бродвуда (дев'ять ескадронів) приготувались до самовбивчої атаки, щоб врятувати верблюжий корпус. Але тут до берега одна за одною підійшли дві англійські канонерки й відкрили по дервішах кинджальний вогонь зі скорострільних гармат, кулеметів Максима та гвинтівок. «Дистанція була короткою, ефект — вражаючим» — пише Черчилль. Атака магдистів захлинулась, вцілілі нерішуче завмерли, верблюжий корпус проскочив небезпечне місце і був врятований. Розлючені невдачею магдисти розвернулись і кинулись на кавалерію Бродвуда, і гнались за нею понад три милі на північ. Кавалерія «загравала зі своїм могутнім супротивником як бандерільо, який дражнить бика. Полковнику Бродвуду вдалось заманити цю дивізію армії дервішів далеко від поля бою, де її так сильно потребували» — так, за словами Черчилля, скінчився цей критичний епізод бою.
У цей час на півдні рештки «білих прапорів» приєднались до центру, «й усі ці 14000 рушили проти зеріби, поступово розходячись, переходячи до більш розсіяного строю та уповільнюючи крок. Приблизно у 800 ярдах від британської дивізії атака призупинилась — тут вони не могли просунутись далі. Навпроти суданців, озброєних тільки рушницями Мартіні-Генрі, нападники підійшли на відстань у 300 ярдів. Один хоробрий, що ніс білий прапор, упав у 150 кроках від траншеї. Але атака була розбита… Дервіші, що лишились у живих, залягли. Вони не могли рухатись вперед, але й відступати не бажали. Їхні стрільці, скориставшись природними сховищами, стали до нерівного бою. До восьмої години стало ясно, що вся атака провалилась» — пише Черчилль. У цій атаці загинув Осман Азрак, який особисто вів воїнів уперед.
Кітченер, відбивши цю запеклу атаку, вирішив, що настав час залишити табір й узяти ініціативу у свої руки. Пагорби Сургем і Керрері приховували від нього значну (близько 35000 чоловік) частину війська Халіфи.
На лівому фланзі англійців вперед висунувся 21-й уланський полк, перед яким стояло завдання охопити правий фланг ворога й відрізати йому шлях відходу на Омдурман. Маючи перед собою тисячі поранених і дезертирів, що поспішали до міста, і прикриті тільки низкою стрільців, улани кинулись в атаку. Тут вони несподівано для себе опинились перед сухим руслом річки, в якому переховувався посилений загін під прапором Османа Дігни (близько 2700 чоловік). Раптово для англійців загін вийшов зі сховища і перетнув шлях уланам. 21-й полк (бл. 400 чоловік) врубався у стрій магдистів. «Зіткнулись дві живі стіни» — пише Черчилль. Воїни Дігни бились хоробро й уміло, застосувавши всі відомі їм прийоми боротьби з кінним супротивником. За дві хвилини, поки улани прорубались крізь натовп ворогів, вони втратили убитими й пораненими 70 чоловік і 119 коней. Магдисти швидко зімкнули стрій, і улани не наважились пробиватись назад тим самим способом. Замість цього вони зайшли магдистам у фланг, спішились і відкрили біглий вогонь з карабінів. Араби намагались контратакувати, але невдовзі облишили цей задум й у повному безладді відступили до основних сил під Сургемом.
Основні сили Кітченера (бригади Максвелла, Макдональда, Льюїса, Воучопа, Коллінсона) висунулись вперед, до пагорбу Сургем. При цьому правий фланг англійців заходив все далі у бік пустелі. Армія й річка утворювали щось подібне до літери V, повернутої на північ. У цей час війська, що висувались вперед, були атаковані резервом Халіфи — воїнами Якуба, яких було близько 15000. Зважаючи на їхній енергійний натиск, Кітченер швидко перешикував свої війська — армія розвернулась фронтом на захід, так, що її лівий фланг опинився у пустелі, а правий уперся в річку — за словами Черчилля, «ніби здійснила повний переворот через голову». У відбитті запеклого натиску воїнів Якуба значну роль відіграли кулемети. Свинець косив щільні ряди дервішів, фронт яких почав розвалюватись під натиском англійців та єгиптян. Вцілілі воїни Якуба почали безладно відходити у бік Омдурмана, проте сам він залишився під чорним прапором Халіфи й загинув разом зі своїми відбірними бійцями.
У цей час криза намітилась на правому фланзі англо-єгипетської армії, на яку з півночі, від пагорбів Керрері, наступали воїни Алі Вад-Хелу. Поки Кітченер перекидав на загрозливий напрямок Лінкольнширський полк, бригада суданських стрільців під командуванням Макдональда відбивалась самостійно. Хоробрі, але імпульсивні суданці дуже швидко розстрілювали запаси набоїв, і у певний момент здавалось, що жива хвиля магдистів дійде до їхнього строю. Але лінкольнширці підійшли вчасно. Під їхніми залпами атака піхоти Алі Вад-Хелу захлинулась остаточно, як і наступний хоробрий, проте неорганізований наліт кількох сотень кінних магдистів.
Після відбиття атаки з боку Керрері англо-єгипетська армія розвернулась майже з двомильним фронтом на захід і не кваплячись рушила вперед, вогнем і багнетами магдистів до пустелі. Розбитих переслідували улани та єгипетська кіннота.
До середини дванадцятого дня армія Халіфи припинила своє існування.

## Підсумки та наслідки
В результаті битви англійці втратили тільки сорок вісім чоловік, супротивник же втратив десятки тисяч воїнів.
Після завершення битви корабельна артилерія перенесла вогонь на столицю. У місті гинули чергові тисячі жителів. У підсумку столиця здалась без опору. За наказом Кітченера під лозунгом «помсти за Гордона» було зруйновано мавзолей Магді. Його рештки ексгумовані й викинуті в Ніл.
Абдаллах зумів вижити й утекти. Невдовзі він намагався організувати партизанську війну у західних районах Судану, але його загін був уміло розбитий англійцями. У цьому поєдинку загинув і сам Халіфа. Всі райони країни поступово склали зброю. Державу Судан було знищено.
На початку 1899 року між Англією та Єгиптом було підписано угоду про встановлення управління в Судані. Так Судан став англійською колонією.

## Цікаві факти
- У цій битві англійці востаннє використовували кавалерію.
- Молодий Вінстон Черчилль брав участь у битві на посаді військового кореспондента. Озброєний пістолетом «Маузер» він застрілив кількох заколотників.
- З черепа Мухаммеда Ахмеда, який проголосив себе месією, Кітченер зробив собі чорнильницю.
- Після цієї поразки Судан став незалежним тільки у 1956 році.
- Відновлений мавзолей Магді сьогодні є головною пам'яткою Хартума.
- Пам'ятник Чарльзу Гордону після набуття Суданом незалежності зберегли.